# 毛利広豊
毛利 広豊 （もうり ひろとよ）は、江戸時代中期の大名。周防国徳山藩5代藩主。第3代藩主・毛利元次の三男。兄は第4代藩主・毛利元堯。毛利輝元の男系の曾孫にあたる｡

## 生涯
宝永6年（1709年）4月4日、徳山藩第3代藩主・毛利元次の三男として、江戸三田の徳山藩邸で生まれる。
享保元年（1716年）4月、徳山藩改易と同時に麻布の萩藩邸に移り、次いで国に帰り、兄・元堯と共に萩へ赴き、徳山藩再興までの3年間を過ごす。
享保6年（1721年）2月11日に兄で第4代藩主の元堯が早世したため、その養子として跡を継ぎ、諱を「広房」と改める。しかし、実際にはまだ元服の年齢に達してはいなかったため、幕府には宝永2年（1705年）生まれの17歳と公年を届け出る。同年12月18日、従五位下に叙せられ、翌日、但馬守に任じられる。
嗣封の初めはまだ幼少だったため、長府藩主の毛利匡広がその後見役として、しばらく政務を預かることとなる。享保7年（1722年）11月16日、「広豊」と改名。享保8年（1723年）、徳山藩再興の時に萩藩から派遣された井原元歳らが萩へ引き揚げる。
享保9年（1724年）12月12日、摂津国尼崎藩主・松平忠喬の娘である雲鏡院との縁組を幕府に認められ、享保11年（1726年）8月25日に婚姻したが、雲鏡院は享保15年（1730年）12月3日に死去。
享保18年（1733年）8月19日、陸奥国相馬中村藩主・相馬尊胤の妹との縁組を幕府に認められたが、婚姻前の元文4年（1739年）4月23日に死去している。
延享4年（1747年）9月5日、但馬守を改め、山城守に任じられる。
宝暦8年（1758年）4月8日、次男の広寛に家督を譲って隠居する。明和5年（1768年）12月7日、「茅山」と号す。
安永2年（1773年）10月29日に下松の別邸で死去し、徳山の大成寺に葬られる。享年65だが、公には享年69である。

## 系譜
非常に多くの子供をもうけている。
- 父：毛利元次（1668年 - 1719年）
- 母：良寿院 - 父・元次の側室。名は津礼子。寛延2年1月30日（1749年3月18日）に死去。
- 養父：毛利元堯（1702年 - 1721年） - 徳山藩4代藩主。異母兄。
- 正室：雲鏡院 - 摂津国尼崎藩主・松平忠喬の娘。享保15年12月3日（1731年1月10日）に死去。
- 家女房：重子
  - 長女：吉子 - 享保11年3月6日（1726年4月7日）に徳山において出生。享保12年3月8日（1727年4月28日）に死去。享年2。徳山の大成寺に葬られる。戒名は桃萼知散童女。
- 家女房：蝶子
  - 次女：鶴槌子 - 享保13年9月13日（1728年10月15日） に徳山において出生。享保14年7月17日（1729年8月11日）に死去。享年2。徳山の大成寺に葬られ、墓は福田寺にある。戒名は初雲了劫童女。
  - 七男：森豊嘉 - 幼名は松之助。通称は相馬。元文5年閏7月22日（1740年9月12日）に江戸の今井谷邸において出生。「森」の苗字を名乗って徳山藩士の森家を興す。寛政6年6月16日（1794年7月12日）に死去。享年55。徳山の大成寺に葬られる。戒名は葆光院殿閑叟自適大居士。
  - 八男：孝暁 - 幼名は亦三郎。名は豊明。出家後は豊丸。寛保2年4月19日（1742年5月23日）に江戸の今井谷邸において出生。石清水八幡宮の社僧である豊蔵坊孝山の法弟となり、少将、権僧都となる。明和6年6月22日（1769年7月25日）に死去。享年28。山下清水のマンシヤウ寺に葬られる。法諡は権僧都法印伝燈阿闍梨孝暁大和尚。
- 家女房：八千代 - 初名は喜代子。
  - 三女：春子 - 享保17年2月2日（1732年2月27日）に徳山において出生。同年10月29日（1732年12月16日）に死去。享年1。徳山の大成寺に葬られる。戒名は寒雲恵暁童女。
- 家女房：常子
  - 長男：毛利広矩 - 幼名は竹次郎、松次郎。通称は数馬。享保18年11月16日（1733年12月21日）に徳山において出生。宝暦7年8月14日（1757年9月26日）に江戸の今井谷邸において死去。享年25。江戸の青松寺に葬られる。戒名は慈徳院殿仁嶽道忠大居士。
  - 五女：秀子 - 享保20年10月7日（1735年11月21日）に徳山において出生。延享4年10月11日（1747年11月13日）に死去。享年13。江戸麻布の春桃院に葬られる。戒名は雲光院殿秀嶺玄璋童女。
  - 五男：小笠原正良 - 初名は毛利豊完。幼名は又五郎、通称は兵馬、平馬。元文2年6月18日（1737年7月15日）に徳山において出生。旗本・小笠原正衍の娘と婚姻して婿養子となり、諱を正良、正美と改める。天明元年8月19日（1781年10月6日）に死去。享年45。江戸浅草の海禅寺に葬られる。戒名は篤性院殿要道良弼大居士。
- 家女房：清光院 - 名は縫殿。宝暦元年4月10日（1751年5月5日）に死去。
  - 次男：毛利広寛（1735年 - 1764年） - 徳山藩6代藩主。
- 家女房：為子
  - 四女：豊子 - 享保19年6月15日（1734年7月15日）に江戸の今井谷邸において出生。享保20年4月8日（1735年5月29日）に死去。享年2。江戸下谷の長松寺に葬られる。戒名は宝顔珠光童女。
- 家女房：掃部
  - 三男：毛利三助 - 享保20年12月21日（1736年2月2日）に江戸の今井谷邸において出生。寛保2年1月17日（1742年2月21日）に死去。享年8。江戸麻布の春桃院に葬られる。戒名は俊峰了英童子。
- 家女房：浪江
  - 四男：松野助紑 - 初名は毛利豊都。幼名は千助。通称は吉之助、藤馬、東馬。元文元年9月7日（1736年10月11日）に江戸の今井谷邸において出生。正室は本間季道の娘。松野助能の養子となって松野孫左衛門と名乗り、隠居後は通称を孫八に改める。文化9年2月2日（1812年3月14日）に死去。享年77。江戸小石川指ヶ谷町の厳浄院に葬られる。戒名は是空院殿松誉実照居士。
- 家女房：元子
  - 六女：美代子 - 初名は嘉代子、美知子。侍従・八条隆輔の室。元文2年4月26日（1737年5月25日）に徳山において出生。明和6年5月14日（1769年6月17日）に死去。享年33。京都今出川の廬山寺に葬られる。戒名は蓮光院殿清岸妙薫大姉。
  - 六男：毛利就盈 - 初名は毛利就正。幼名は秀之助。元文4年1月22日（1739年3月1日）に徳山において出生。厚狭毛利家当主・毛利元連の娘と婚姻して婿養子となり、厚狭毛利家を継ぐ。厚狭毛利家への入家後は毛利就盈に改名し、遠江守や駿河守の受領名を名乗る。安永5年2月13日（1776年4月1日）に江戸麻布旅邸において死去し、江戸で火葬される。享年38。戒名は淳了院珪翁成円大居士。
- 家女房：槇尾
  - 七女：利子 - 初名は千代子。延享元年11月6日（1744年12月9日）に江戸の今井谷邸において出生。宝暦7年8月20日（1757年10月2日）に死去。享年14。江戸麻布の春桃院に葬られる。戒名は桂輪院殿直如慈光童女。
  - 九女：松子 - 延享4年1月4日（1747年2月13日）に江戸の今井谷邸において出生。同年12月15日に旗本・花房職朝の養女となる。宝暦8年4月27日（1758年6月2日）に死去。享年12。江戸赤坂三分坂の種徳寺に葬られる。戒名は清瑤院殿心月妙艶大姉。
  - 十二女：行子 - 初名は綾子。宝暦2年7月25日（1752年9月3日）に江戸の今井谷邸において出生。文化10年1月25日（1813年2月25日）に死去。享年62。徳山の大成寺に葬られる。戒名は善行院殿真性妙観大姉。
  - 十五男：土方勝幼 - 初名は毛利豊候。幼名は熊五郎。宝暦4年6月25日（1754年8月13日）に江戸の今井谷邸において出生。旗本・土方勝芳の養女と婚姻して婿養子となり、土方内蔵介勝幼と名乗ったが、天明2年8月11日（1782年9月17日）に死去。享年29。江戸伊皿子の大円寺に葬られる。戒名は仙樹院殿智鳳実秀居士。
  - 十八男：毛利吉助 - 宝暦6年11月12日（1756年12月3日）に徳山において、吉子との双子として出生。宝暦8年3月19日（1758年4月26日）に死去。享年3。徳山の大成寺に葬られる。戒名は劫外禅春童子。
  - 十七女：吉子 -  宝暦6年11月12日（1756年12月3日）に徳山において、吉助との双子として出生。宝暦8年3月13日（1758年4月20日）に死去。享年3。徳山の大成寺で葬られ、墓所は徳山の福田寺。戒名は本光知瑞童女。
  - 二十女：武子 - 初名は崎子。長州藩家老・福原就清の継室。宝暦10年5月3日（1760年6月15日）に江戸の今井谷邸において出生。文政6年7月2日（1823年8月7日）に死去。享年64。長門国萩の徳隣寺に葬られる。戒名は錬功院霞山養真大姉。
- 家女房：斉宮
  - 八女：久米子 - 延享2年10月5日（1745年10月29日）に徳山において出生。宝暦5年（1755年）7月18日に従二位侍従・吉田兼雄の嫡男である吉田兼隆（良倶）との縁談が決まったが、婚姻前の宝暦7年11月30日（1758年1月9日）に死去。享年13。徳山の大成寺に葬られる。戒名は実相院殿無染明鏡大姉。
- 家女房：美保子
  - 九男：吉川経倫（1746年 - 1803年） - 初名は毛利豊房。岩国領主・吉川経永の養子となり家督を相続する。
- 家女房：縫殿
  - 十男：某 - 寛延元年9月6日（1748年9月28日）に江戸の今井谷邸において出生するが、同日に死去。江戸麻布の春桃院に葬られる。戒名は幻室如漚童子。
  - 十一男：毛利就馴（1750年 - 1828年） - 毛利広寛の養子。同母兄・広寛の後を継いで徳山藩7代藩主となる。
  - 十一女：源子 - 宝暦2年1月28日（1752年3月13日）に江戸の今井谷邸において出生。宝暦4年7月22日（1754年9月8日）に死去。享年3。江戸麻布の春桃院に葬られる。戒名は宝雲理源童女。
  - 十二男：因順 - 幼名は久米之助。初名は永井繁之丞豊和。通称は中務、造酒。宝暦2年12月21日（1753年1月24日）に江戸の今井谷邸において出生。明和7年（1770年）12月14日に広島の竜原山仏護寺12世住職であった異母弟・天順が死去したため、安永元年（1772年）2月18日、徳山藩家老・鳥羽寛直の子分となった後に天順の法弟として後を継ぎ、仏護寺の13世住職となる。出家後は繁丸、治部卿、智順、因順、心啓と名乗る。正室は仏護寺11世住職・大順の娘。文政9年10月3日（1826年11月2日）に死去。享年74。中山の村通寺に葬られる。法名は仏護寺十三世伝燈歓喜院釈因順心啓大和尚。
  - 十三女：猪野子 - 宝暦4年5月1日（1754年6月21日）に江戸の今井谷邸において出生。明和3年2月9日（1766年3月19日）に死去。享年13。周防国下松の周慶寺に葬られる。戒名は恵照院殿光誉貞艶大姉。
  - 十五女：遊 - 宝暦5年9月10日（1755年10月15日）に江戸の今井谷邸において出生。初めは三河国西大平藩主・大岡忠恒との婚姻が決まっていたが婚姻前に破談となり、後に交代寄合・平野長純の継室となった。天明7年5月4日（1787年6月19日）に死去。享年32。江戸芝の泉岳寺に葬られる。戒名は浄光院殿法雲智月大姉。
  - 十九女：澄子 - 初名は信子。宝暦9年9月7日（1759年10月27日）に江戸の今井谷邸において出生。宝暦13年6月16日（1763年7月26日）に死去。享年5。江戸麻布の春桃院に葬られる。戒名は涼台慈雲童女。
  - 二十一男：粟屋清平 - 幼名は猪之助。宝暦10年12月12日（1761年1月17日）に江戸の今井谷邸において出生。明和2年（1765年）2月6日に徳山藩家老・奈古屋蔵人の子分として長州藩士・粟屋清通の養子となる。粟屋家に入家後は通称を主殿、諱を清栄、房清、清平と改める。正室は益田房実の娘。文政9年7月12日（1826年8月15日）に死去。享年67。長門国萩の東光寺末門内・鉢多院に葬られる。戒名は徳性院青山寿栄居士。
- 家女房：藤野
  - 十女：富子 - 宝暦元年10月15日（1751年12月2日）に徳山において出生。宝暦6年11月11日（1756年12月2日）に死去。享年6。徳山の大成寺に葬られる。戒名は玉巌秀清童女。
  - 十四男：天順 - 初名は毛利豊正。幼名は亦五郎。通称は主計。宝暦3年11月10日（1753年12月4日）に徳山において出生。明和4年（1767年）2月25日に徳山藩家老・奈古屋蔵人の弟分となった後、広島の竜原山仏護寺11世住職である大順の法弟となった後に大順の後を継いで12世住職となる。出家後は秀丸、兵部卿、天順と名乗る。明和7年12月14日（1771年1月29日）に死去。享年18。中山の村通寺に葬られる。法名は仏護寺十二世寺務本寿院釈天順法師。天順の後は異母兄・因順が継いで、仏護寺の13世住職となった。
- 家女房：美代野
  - 十三男：毛利吉之助 - 宝暦3年9月29日（1753年10月25日）に徳山において出生。宝暦5年2月11日（1755年3月23日）に死去。享年3。徳山の大成寺に葬られる。戒名は槐窓春夢童子。
- 家女房：歌子
  - 十四女：和子 - 初名は呉子、要子。宝暦4年12月5日（1755年1月16日）に江戸の今井谷邸において出生。権大納言・姉小路公聡と婚姻し、名を「和子」と改める。文化4年10月26日（1807年11月25日）に死去。享年54。京都寺町の清浄華院塔頭・松林院に葬られる。戒名は貞寿院殿瑞誉照運大姉。
  - 十七男：毛利松之助 - 宝暦6年8月28日（1756年9月22日）に徳山において出生し、同年12月29日（1757年2月17日）に死去。享年1。徳山の大成寺で葬られ、墓所は徳山の福田寺。戒名は本相非幻童子。
- 家女房：伊保子
  - 十六男：大島義順 - 初名は毛利豊敏。幼名は松五郎、富五郎。通称は織之助。宝暦6年1月16日（1756年2月15日）に江戸の今井谷邸において出生。旗本・大島義苗の養子となって大島雲四郎義珍と名乗り、後に義順に改名。正室に信濃国小諸藩主・牧野康満の娘、継室に大島内蔵助の娘を迎えている。文化12年6月19日（1815年7月25日）に死去。享年60。江戸麻布の天真寺に葬られる。戒名は高勝院殿本源宗無居士。
  - 十九男：毛利亀五郎 - 宝暦8年7月24日（1758年8月27日）に江戸の今井谷邸において出生し、同年10月19日（1758年11月19日）に死去。享年1。江戸麻布の春桃院に葬られる。戒名は幻台是泡童子。
  - 十八女：鉄子 - 岡部利寛室。宝暦9年閏7月20日（1759年9月11日）に江戸の二本榎邸において出生。文化10年11月2日（1813年11月24日）に死去。享年55。江戸高輪の東禅寺に葬られる。戒名は円台院殿心月智鏡大姉。
- 家女房：佐世子
  - 十六女：好子 - 吉敷毛利家当主・毛利就兼の正室。宝暦6年10月7日（1756年10月30日）に江戸の今井谷邸において出生。安永9年1月12日（1780年2月16日）に死去。享年25。周防国吉敷の玄済寺に葬られる。戒名は春霄院薫山智芳大姉。
- 家女房：婦美子
  - 二十男：某 - 宝暦9年6月5日（1759年6月29日）に江戸の今井谷邸において出生したが、同日に死去。江戸麻布の春桃院に葬られる。戒名は幻雲童子。
- 家女房：古武
  - 二十二男：笹川芳和 - 幼名は吉太郎。宝暦13年9月8日（1763年10月14日）に周防国下松において出生。明和8年（1771年）3月27日に徳山藩家老・鳥羽寛直の子分として長州藩士・笹川就猷の養子となり、笹川家に入家後は通称を内蔵、外記と改め、諱を凞芳、芳和に改める。長州藩士・志道就久の娘を正室とする。文政10年6月11日（1827年7月4日）に死去。享年65。長門国萩の報恩寺に葬られる。戒名は徹真院託誉誓巌居士。
  - 二十三男：毛利熊吉 - 明和2年1月1日（1765年2月20日）に周防国の下松邸において出生。明和3年10月14日（1766年11月16日）に死去。享年2。徳山の大成寺に葬られる。戒名は玉山宗麟童子。
  - 二十三女：幾子 - 明和5年8月12日（1768年9月22日）に周防国の下松邸において出生。明和6年9月27日（1769年10月26日）に死去。享年2。徳山の大成寺に葬られる。戒名は円巌了智童女。
- 家女房：際子
  - 二十一女：栄子 - 初名は浅子。長州藩士・粟屋俊満の正室。宝暦13年12月18日（1764年1月20日）に周防国の下松邸において出生。徳山藩家老・粟屋豊躬の子分として長州藩士・飯尾右門の養女となる。安永9年3月8日（1780年4月12日）に死去。享年18。長門国萩の海潮寺に葬られる。戒名は玉樹院春粧霊輝大姉。
- 家女房：磯子
  - 二十四男：毛利又三郎 - 初名は春五郎。明和2年1月9日（1765年2月28日）に周防国の下松邸において出生。明和4年7月8日（1767年8月2日）に死去。享年3。徳山の大成寺に葬られる。戒名は空海一漚童子。
- 家女房：千恵子
  - 二十二女：多野子 - 初名は菊子、関子。明和2年9月18日（1765年11月1日）に周防国の下松邸において出生。明和4年7月27日（1767年8月21日）に死去。享年3。徳山の大成寺に葬られる。戒名は蕣光露英童女。